# Thomas Schröder (Journalist)
Thomas Schröder (* 29. Juli 1941 in Idar-Oberstein; † 22. März 2020 in Berlin) war ein deutscher Journalist.

## Leben

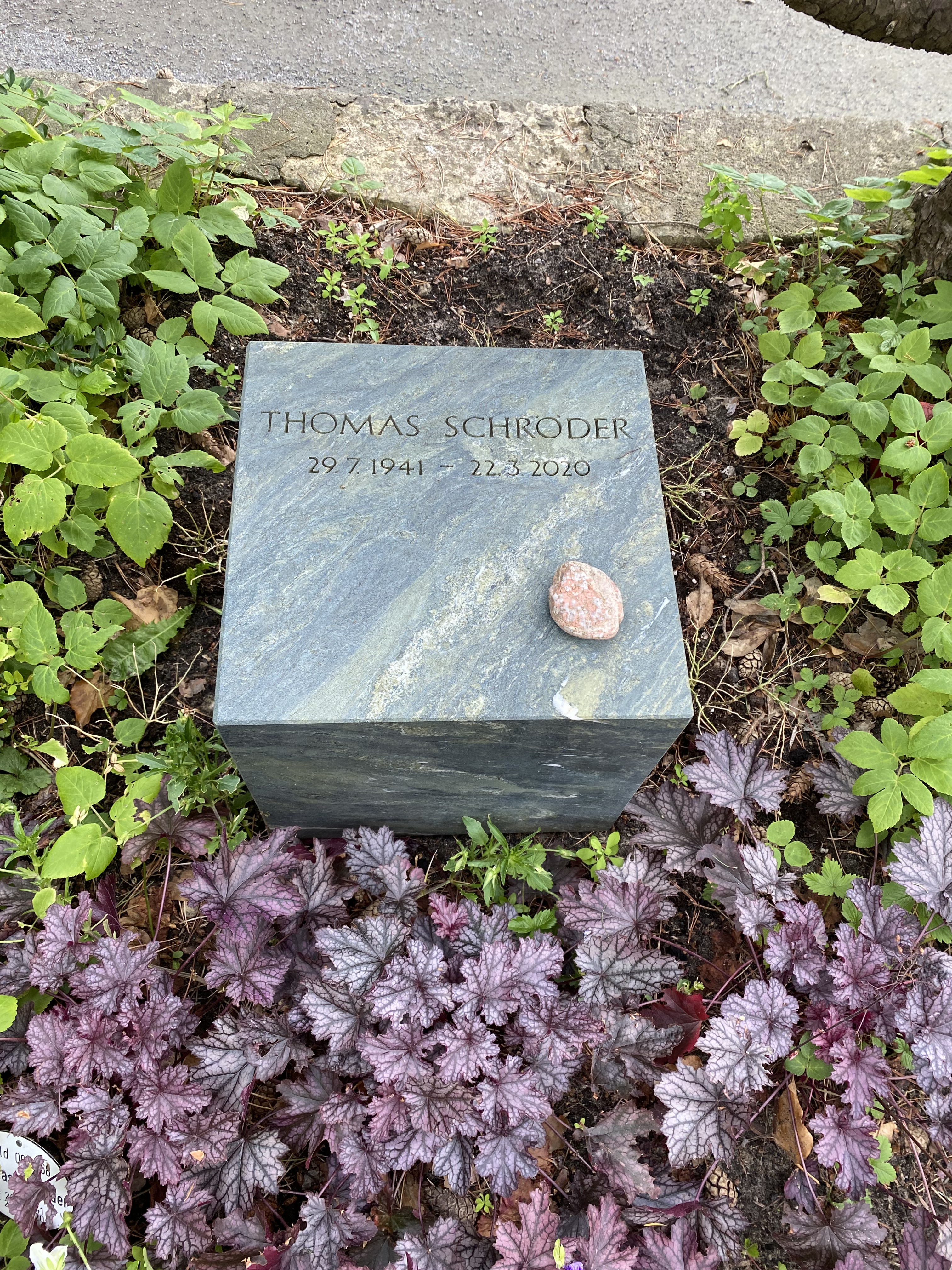
Grabstätte auf dem Waldfriedhof Dahlem

Als Feuilleton-Redakteur der Tageszeitung Die Welt startete Thomas Schröder seine Journalistenlaufbahn. Später arbeitete er als Kulturredakteur bei der Zeitschrift Twen, er war Literaturredakteur beim Spiegel und beim Zeitmagazin, bekleidete den Posten des stellvertretenden Chefredakteurs bei der Welt am Sonntag und leitete die Kulturabteilung beim Südwestfunk-Fernsehen. Von 1980 bis 1999 verantwortete er als Chefredakteur das FAZ-Magazin. Weiter war Schröder Gesellschafter und Geschäftsführer der Fernsehproduktionsgesellschaft FTS media GmbH, die sich auf Kulturdokumentationen sowie auf Gesprächsrunden wie das Literarische Quartett spezialisiert hat.
Darüber hinaus war Schröder als Weinkenner bekannt und geschätzt. Ab 2008 fungierte er lange Jahre als Chefredakteur der deutschen Ausgabe des Weinmagazins FINE und realisierte für den Fernsehsender Arte die 30-teilige Serie Weinprobe.
Thomas Schröder lebte zuletzt in Berlin und verstarb dort im Alter von 78 Jahren nach kurzer, schwerer Krankheit. Seine letzte Ruhestätte erhielt er auf dem Waldfriedhof Dahlem (Feld 001-168).

## Veröffentlichungen
- 1988: Die Schamlose, das Glückskind und all die anderen, Verlag Keyser, Berlin, ISBN 978-3-87405-187-3
- 1997: Horst Dohm: Flaschenpost aus der Provence, Verlag Keyser, Berlin, ISBN 978-3-87405-241-2 (als Herausgeber)
- 1997: Berühmte Liebespaare, Insel-Verlag, Leipzig, ISBN 978-3-458-16874-4 (als Herausgeber)